# Julius August Bewer
Julius August Bewer (* 28. August 1877 in Ratingen; † 1. September 1953 in New York City) war ein deutscher evangelischer Theologe.

## Leben
Bewer ging 1895 in die USA und studierte am Union Theological Seminary in the City of New York, nachdem er zuvor in Basel, Halle an der Saale und Berlin studiert hatte. Er lehrte seit 1902 am Union Theological Seminary als Professor für Altes Testament und semitische Philologie und war von 1937 bis 1953 Mitglied des Revision Comittee of the American Standard Version of the Bible.

## Schriften (Auswahl)
- The history of the New Testament canon in the Syrian church. Chicago 1900, OCLC 1122449518 (zugleich Dissertation, Columbia University 1900).
- Der Text des Buches Ezra. Beiträge zu seiner Wiederherstellung . Göttingen 1922, OCLC 906434105.
- The literature of the Old Testament in its historical development. New York 1933, OCLC 557401808.
- mit John Merlin Powis Smith und William Hayes Ward: A critical and exegetical commentary on Micah, Zephaniah, Nahum, Habakkuk, Obadiah and Joel. Edinburgh 1948, OCLC 55587167.